# جان مک‌کارتی (دانشمند علوم رایانه)
جان مک‌کارتی (به انگلیسی: John McCarthy) (زاده ۴ سپتامبر، ۱۹۲۷ – درگذشته ۲۴ اکتبر، ۲۰۱۱)، دانشمند آمریکایی علوم رایانه و علوم شناختی بود که در سال ۱۹۷۱ به خاطر خدماتش به پیشرفت علوم کامپیوتر در زمینه هوش مصنوعی، در سال ۱۹۷۱، جایزه تورینگ را دریافت کرد.

## زندگی
جان مک‌کارتی در سال ۱۹۲۷ در بوستون، ماساچوست متولد شد. خانواده وی به دلیل فعالیت‌های سیاسی از بوستن به نیویورک و نهایتاً به لس آنجلس نقل مکان کردند. پدرش کاتولیک ایرلندی بود که در اتحادیه کارگری کار می‌کرد و مادرش یهودی لیتوانیایی بود که در دفتر روزنامهٔ طرفدار کمونیسم کار می‌کرد. مک‌کارتی که نوجوانی فوق‌العاده باهوش بود پیش از اینکه از دبیرستان بلمونت فارغ‌التحصیل شود فهرست کتاب‌های درسی که در مؤسسه فناوری کالیفرنیا تدریس می‌شد را بدست آورد و تمام تمرینات آن‌ها را حل کرد که در نهایت باعث شد پس از پذیرفته شدن در دانشگاه صنعتی کالیفرنیا در سال ۱۹۴۴ درس‌های ریاضی دو سال اول را از او بپذیرند. وی درجه کارشناسی ارشد ریاضیات خود را در سال ۱۹۴۸ از مؤسسه فناوری کالیفرنیا دریافت کرد و با ادامه تحصیل در رشته ریاضیات، در سال ۱۹۵۱ مدرک دکترای خود را از دانشگاه پرینستون اخذ نمود. وی سپس با ادامه تحصیل و مطالعه در رشته علوم کامپیوتر، درجه استادی خود را از دانشگاه استنفورد در سال ۱۹۶۲ دریافت نمود و از سال ۱۹۶۵ تا ۱۹۸۰ سرپرستی آزمایشگاه هوش مصنوعی همان دانشگاه را عهده‌دار بود.
جان مک‌کارتی در طول زندگی خود ۳ بار ازدواج کرد. همسر دوم او ورا واتسون (به انگلیسی: Vera Watson)، برنامه‌نویس و کوهنورد بود که در سال ۱۹۷۸ در صعود به آناپورنا جان خود را از دست داد. پس از آن با کارولین تالکوت (به انگلیسی: Carolyn Talcott) دانشمند کامپیوتر اهل آمریکا ازدواج کرد.
مک‌کارتی جزء آن دسته از افرادی بود که به خدا اعتقادی نداشت.

## کارها و فعالیت‌ها
مک‌کارتی پس از آنکه در سال ۱۹۴۹ دورهٔ دکتری ریاضی را در دانشگاه پرینستون آغاز کرد، در همان سال نخستین تلاشش را برای مدلسازی هوش انسان بر روی ماشین انجام داد. در طول این مدت، علاقهٔ مک‌کارتی به تولید ماشینی به هوشمندی یک انسان همچنان پابرجا بود. در تابستان ۱۹۵۲، یکی دانشجویان کارشناسی ارشد دانشگاه پرینستون به نام جری راینا به مک‌کارتی پیشنهاد کرد که برخی از افرادی که به موضوع هوش ماشینی علاقه‌مندند را گرد هم آورد تا به کمک هم کلیهٔ مقالاتی که در این زمینه منتشر شده‌است را جمع‌آوری کنند. با نتیجه نگرفتن از گرد آوری مقالات به دلیل ارتباط نداشتن مقالات با موضوع هوش که موضوع مورد علاقهٔ مک‌کارتی بود در سال ۱۹۵۵ پروژهٔ دارتموث را سازماندهی کرد و به‌طور واضح اصطلاح هوش مصنوعی را بکار برد. در سال ۱۹۵۶، مک‌کارتی با همکاری کلود شانون (پدید آورنده: نظریهٔ اطلاعات) و ماروین مینسکی یک کارگاه آموزشی را با موضوع هوش مصنوعی (پروژهٔ دارتموث) برگزار می‌کند. پس از آن‌که موضوع هوش مصنوعی به‌طور جدی مطرح می‌گردد، مک‌کارتی کار روی بازی‌های هوشمندانه ماشینی را آغاز می‌کند و از حاصل این کار، زبان لیسپ پدیدار می‌گردد.

## افتخارات
جان مک‌کارتی با انتشار صدها مقاله در حوزه کامپیوتر و هوش مصنوعی و انتشار کتاب «فرموله کردن احساسات عمومی» تاکنون جوایز و مدال‌های متعددی را کسب کرده‌است. جایزه تورینگ، جایزه انجمن هوش مصنوعی آمریکا، جایزه پژوهش برگزیده در حوزه هوش مصنوعی، جایزه کیوتو و مدال ملی علوم از این جمله‌اند. وی همچنین عضو آکادمی علوم و هنر و آکادمی ملی مهندسی و آکادمی ملی علوم نیز می‌باشد.